# پرنده دورشوی شکم‌سفید
پرنده دورشوی شکم‌سفید (نام علمی: Corythaixoides leucogaster) نام یک گونه از سرده پرنده ددری است.